# Sans titre (Kapoor)
Pour les articles homonymes, voir Sans titre.
Sans titre est une sculpture réalisée par Anish Kapoor en 2008. Il s'agit d'une pièce murale présentant une surface incurvée d'un rouge sombre mais réfléchissant. Elle est conservée au musée national d'Art moderne, à Paris.